# Svolvear
Svolvær (norveška izgovorjava: ) je upravno središče občine Vågan v okrožju Nordland na Norveškem. Je na otoku Austvågøya v arhipelagu Lofoti, ob Vestfjorden. Mesto s površino 2,37 kvadratnih kilometrov ima (2018) 4720 prebivalcev, kar daje mestu gostoto prebivalstva 1992 prebivalcev na kvadratni kilometer.

## Zgodovina
Prva mestna tvorba, znana na severu Norveške, Vågar, je bila okoli ozkega naravnega pristanišča blizu Kabelvåga, zahodno od Svolværja. Vågar je omenjen v knjigi Heimskringla in je bil morda ustanovljen že leta 800 našega štetja.
Ribolov atlantske trske, zlasti v zimskih mesecih, je ostal eden najpomembnejših gospodarskih temeljev mesta. Druge panoge, ki so se izkazale za dragocen vir za Vågan, so ribogojstvo (losos), Secora in Lofotkraft.

### Status mesta
Zgodovinski pomen Svolværja kot pomembne ribiške vasi je omogočil, da je mesto dobilo status mesta (ladested) 1. julija 1918, ko je bilo novo mesto Svolvær ločeno od občine Vågan in postalo lastna občina. Sprva je imela nova občina 2429 prebivalcev in je vključevala 7,3 kvadratnih kilometrov zemlje. V 1960-ih je bilo po vsej Norveški veliko občinskih združitev zaradi dela odbora Schei. 1. januarja 1964 je bila občina Svolvær združena z občinama Gimsøy in Vågan v novo, večjo občino Vågan, kot jo poznamo danes. Pred združitvijo je imel Svolvær 3952 prebivalcev. Zaradi te združitve je Svolvær izgubil status »mesta«.
Po novi zakonodaji se je Svolvær leta 1996 spet lahko razglasil za 'mesto'.

## Ime
Mesto (in nekdanja občina) je dobilo ime po stari kmetiji Svolvær (staronordijsko Svǫlver), saj je mesto zraslo na mestu zgodovinske kmetije. Leta 1567 zgodovinski zapisi prikazujejo ime kot Suoluer. Prvi element imena izhaja iz besede svalr, ki pomeni 'hladen'. Zadnji element je vær, kar pomeni 'ribiška vas'.

## Gospodarstvo
Poleg velike ribiške industrije postaja vse pomembnejši turizem. Svolvær je tudi glavno prometno središče in priljubljeno izhodišče za turiste, ki obiščejo Lofotske otoke. Svolvær vsako leto obišče približno 200.000 turistov.
Nova 10-nadstropna kombinirana kulturna scena in hotel s 160 sobami je bil odprt marca 2009. Številne umetnike je navdihnila edinstvena svetloba na Lofotih in v Svolværju je veliko umetnikov in galerij, kot sta hiša umetnikov Lofoten in Stig Tobiassen galerija.
V mestu je tudi znan muzej druge svetovne vojne, imenovan Lofoten War Memorial Museum. Izleti za opazovanje kitov potekajo iz Svolværja pozno jeseni in pozimi s poudarkom na orkah. Iz Svolværa so organizirani tudi izleti z ladjo do bližnjega preliva Raftsundet in njengovega znamenitega odcepa Trollfjord.
Svolvær ima tudi smučarski center Kongstind Alpinsenter, ki ga vodijo izključno prostovoljci. Center ima eno vlečnico in možnost smučanja izven smučarskih prog.
Časopis Våganavisa izhaja v Svolværu od leta 2006.

## Geografija
Svolvær leži v Lofotih na južni obali otoka Austvågøya, obrnjen proti odprtemu morju Vestfjorden na jugu in z gorami neposredno na severu. Najbolj znana gora Svolværgeita je imela svoj prvi zabeležen vzpon leta 1910.

### Podnebje
Neverjetno, kljub izjemno severni legi mesta nad arktičnim krogom Svolvær doživlja oceansko podnebje (Cfb) ali vlažno celinsko podnebje (Dfb) na meji subpolarnega oceana. Posledica te temperaturne anomalije je, da ima Svolvær povprečno letno temperaturo toplejše od mest, kot je mesto Québec, ki leži več kot 20 stopinj južneje. Območje Svolvær, zaščiteno z gorami na severu in zahodu, ima manj megle in ima poleti nekoliko višje dnevne temperature kot zahodni del Lofotov, vendar iste gore ustvarijo tudi več orografskih padavin v deževnih dneh. Padavine so največje jeseni in pozimi; oktobra je v povprečju trikrat več dežja kot junija. Svolvær ima povprečno sezono brez zmrzali skoraj 6 mesecev. Najvišja zabeležena temperatura je bila 29,7C 18. julija 2018, najnižja zabeležena temperatura pa je bila -12,3C 30. decembra 2002.